# スマートバス停
スマートバス停（スマートバスてい）は、液晶ディスプレイや電子ペーパー等を備えたバス停留所に対し、一部事業者が用いている呼称。時刻表交換を自動化したり、バス運行状況を表示できるようにしたものがある。

## 概要
YE DIGITALと西鉄エム・テックが「スマートバス停」の呼称で、2017年10月の北九州市内での実証実験以降、全国各地に導入を進めている。
また、電子ペーパーを用いたものとしては、みちのりホールディングスとナビタイムジャパン、凸版印刷などが2018年に会津若松市内で行った実証実験が国内初といわれ、これも「スマートバス停」の呼称が用いられた。
バス停留所のスマート化では電源の確保が課題となる。そのためスマートバス停では省電力な反射型液晶や電子ペーパーが多く使用される。また電子ペーパーを使用して交換可能なデジタル広告を掲示し、広告料をバス事業者の収益に当てるものもある。

## 主な導入バス会社
大規模に導入したバス会社には以下が存在する：
- 西鉄バス北九州 - 北九州空港エアポートバス 全バス停[6]など